# 1990年アジア競技大会におけるバスケットボール競技
1990年アジア競技大会におけるバスケットボール競技（1990ねんアジアきょうぎたいかいにおけるバスケットボールきょうぎ）は9月22日から10月7日まで行われた。

## 男子

### 最終結果
| 順位 | 国               |
| ---- | ---------------- |
| 金   | 中国             |
| 銀   | フィリピン       |
| 銅   | 韓国             |
| 4    | 日本             |
| 5    | 中華台北         |
| 6    | アラブ首長国連邦 |
| 7    | イラン           |
| 8    | 北朝鮮           |
| 9    | サウジアラビア   |
| 10   | パキスタン       |
| 11   | 香港             |

## 女子

### 最終結果
| 順位 | 国       |
| ---- | -------- |
| 金   | 韓国     |
| 銀   | 中国     |
| 銅   | 中華台北 |
| 4    | 日本     |
| 5    | 北朝鮮   |
| 6    | タイ     |